# 875 North Michigan Avenue
875 North Michigan Avenue (wcześniej John Hancock Center) – wieżowiec w centrum Chicago, w Stanach Zjednoczonych. Budynek liczy 100 pięter i 344 metry wysokości. Został wybudowany w latach 1965–1969. Jest czwartym co do wysokości wieżowcem w mieście. Projektantem był Fazlur Khan z firmy Skidmore, Owings and Merrill. Do lutego 2018 roku wieżowiec znany był oficjalnie jako John Hancock Center.
Gdy ukończono budowę, wysokością wyprzedzał go jedynie nowojorski Empire State Building. Jest 5. pod względem wysokości obiektem w Stanach Zjednoczonych; natomiast włącznie z anteną mierzy 457,2 m, co daje mu 2. miejsce w tym kraju, zaraz po chicagowskim Willis Tower.

## Szczegóły budynku
Wewnątrz wieżowca znajdują się biura, restauracje, sklepy oraz mieszkania. Mieszkania znajdujące się na najwyższych piętrach są jednymi z najwyżej ulokowanych mieszkań na świecie. Poza tym w wieżowcu znajdują się centrale techniczne, studia telewizyjne, parking na 750 miejsc, lodowisko oraz 50 wind. Na 95. i 96. piętrze znajduje się restauracja, na 94. wystawa i miejsce widokowe, a także „balkon” (właściwie jest to kilkumetrowy korytarz, w którym zamiast szyb są metalowe przęsła), na który można wejść i poczuć, jak mocno wieje wiatr na wysokości 340 m. Na 44. piętrze znajduje się najwyżej położony kryty basen w Stanach Zjednoczonych. Budynek zdobył kilka różnych nagród za swoją architekturę, w tym American Institute of Architects w maju 1999 roku. Powierzchnia użytkowa wynosi 260 126 m².

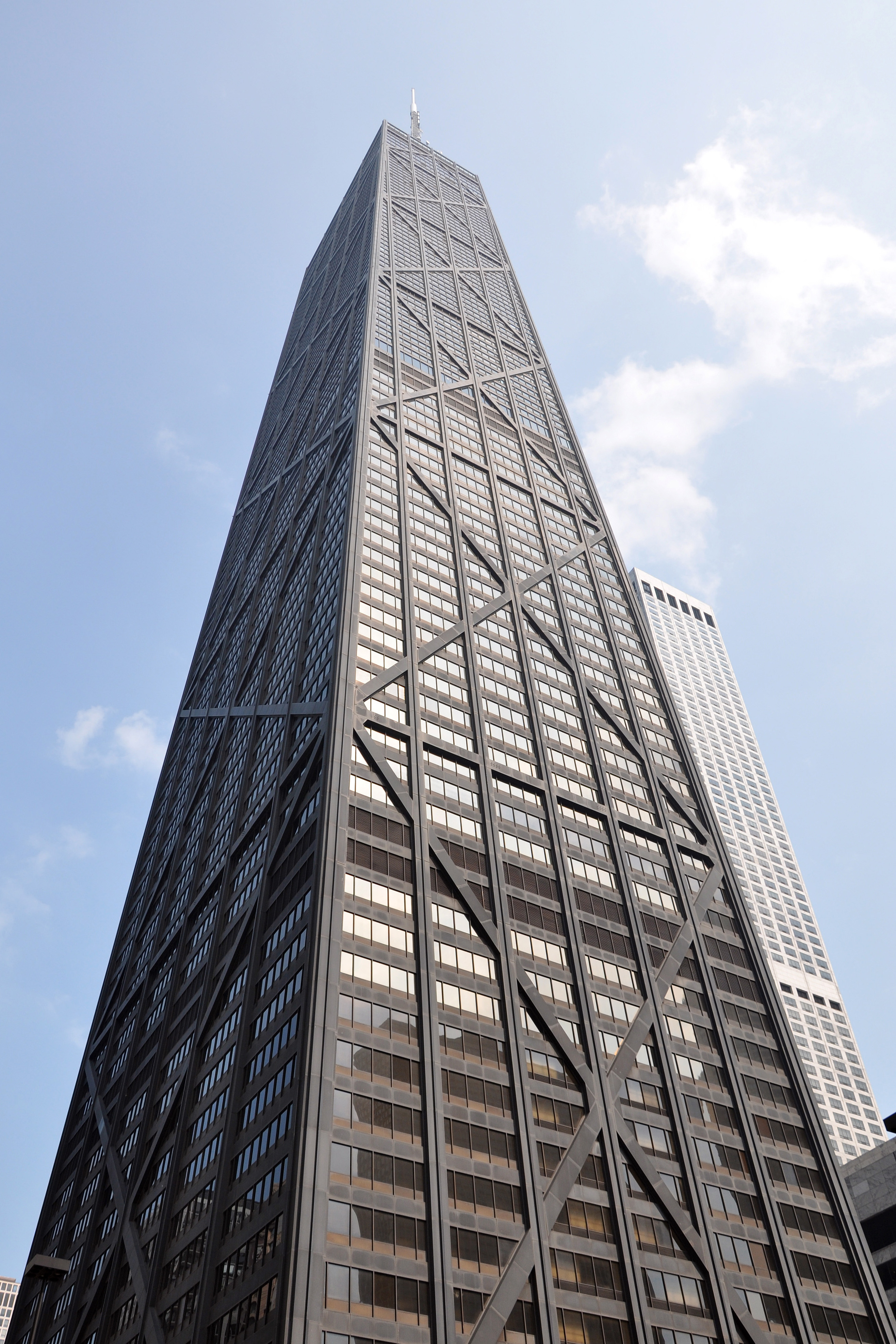
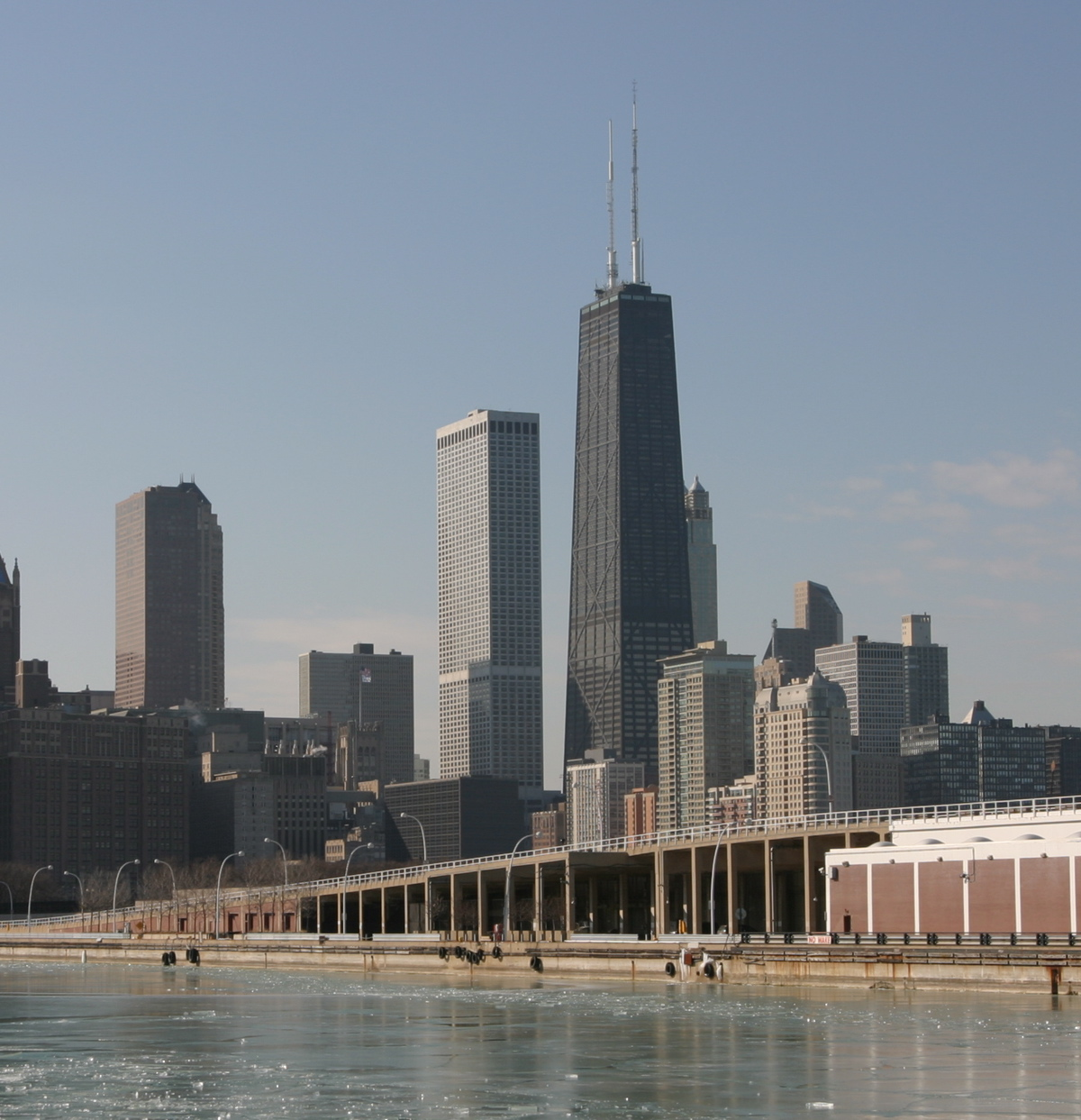